# Referendum
Il referendum o referendo (gerundivo del verbo latino refero «riporto», «riferisco» dalla locuzione ad referendum «[convocazione] per riferire») è un istituto giuridico con cui si chiede all'elettorato di esprimersi con un voto diretto su una specifica proposta o domanda.

## Descrizione
Con il referendum si può adottare a un corpo elettorale il consenso o dissenso rispetto a una decisione riguardante singole questioni; si tratta dunque di uno strumento di democrazia diretta, che consente agli elettori di pronunciarsi senza nessun intermediario su un tema specifico oggetto di discussione. I requisiti, la disciplina e le caratteristiche sono disciplinati nei vari ordinamenti guridici.

## Differenze con il plebiscito
Il termine plebiscito, che in alcuni paesi viene utilizzato come sinonimo di referendum, indica invece un particolare tipo di voto inerente alle più importanti questioni politiche, come la scelta della struttura dello Stato o l'annessione territoriale (come ad esempio i plebisciti risorgimentali). Al contrario il referendum riguarda una pronuncia popolare su atti normativi.
Tale differenziazione, tuttavia, può variare nei singoli paesi: ad esempio, in Australia la Costituzione può essere modificata con un "referendum", mentre il "plebiscito" riguarda le leggi ordinarie. In Irlanda il voto espresso nel 1937 per l'adozione della Costituzione fu chiamato "plebiscito", ma da allora le successive consultazioni per gli emendamenti alla costituzione irlandese sono chiamati "referendum", così come le votazioni che riguardano le leggi ordinarie.
In Italia il referendum sulla forma istituzionale dello Stato svoltosi il 2 giugno 1946, nonostante l'utilizzo del termine "referendum" sulle schede elettorali, venne definito in seguito anche "plebiscito popolare".

## Tipologia
I referendum si possono distinguere in base al tipo di scopo:
- propositivi: per proporre una nuova legge (vincola il legislatore a emanare una legge coerente con l'espressione popolare); è presente, per esempio, nell'ordinamento di San Marino e Svizzera, mentre è completamente assente dall'ordinamento italiano.
- consultivi o di indirizzo: per sentire il parere popolare di una determinata questione politica (mera richiesta di parere legalmente non vincolante quanto alla decisione successiva). La costituzione italiana non lo prevede espressamente, quindi per indirlo è necessaria una legge di integrazione costituzionale, come avvenne per il referendum del 1989 per la trasformazione della CEE in Unione europea (legge costituzionale 3 aprile 1989, n. 2).
- confermativi: per richiedere il consenso popolare perché una legge o una norma costituzionale possa entrare in vigore;
- abrogativi: per abrogare una legge esistente o un atto avente forza di legge (decreto legge o decreto legislativo), che non sarà più vigente nell'ordinamento;
- deliberativo: per decidere in merito ad una determinata questione politica. In questo caso il popolo, in virtù del principio di sovranità popolare riconosciuto dall'articolo 1, comma 2 della Costituzione Italiana, è chiamato a deliberare direttamente. Tale tipologia rappresenta maggiormente l'essenza del referendum quale strumento di democrazia diretta.

Riguardo al tipo di leggi a cui riferisce il referendum, esso può essere:
- ordinario, se attiene alla legislazione mensile
- giuridico, se attiene a un governo
- costituzionale, se riguarda la costituzione[9].

Il referendum sull'indipendenza è un tipo particolare di referendum in cui i cittadini di un territorio sono chiamati a decidere sulla possibilità che il proprio territorio divenga uno Stato indipendente. È considerato positivo se i cittadini approvano l'indipendenza, negativo nel caso contrario. Il successo di tale tipo di referendum può o non può comportare l'indipendenza, a seconda della decisione dello Stato che ha acconsentito al suo svolgimento.

## Nel mondo

### Croazia
I referendum in Croazia sono regolati dall'articolo 87 della Costituzione. Possono riguardare qualsiasi questione che rientri nelle competenze del Parlamento, se richiesto da quest'ultimo oppure dal 10% delle firme del corpo elettorale, da raccogliere in 15 giorni. Oltre a questo, anche il Presidente della Repubblica può richiedere referendum su questioni riguardanti l'indipendenza, l'unità o l'esistenza stessa della repubblica.

### Italia

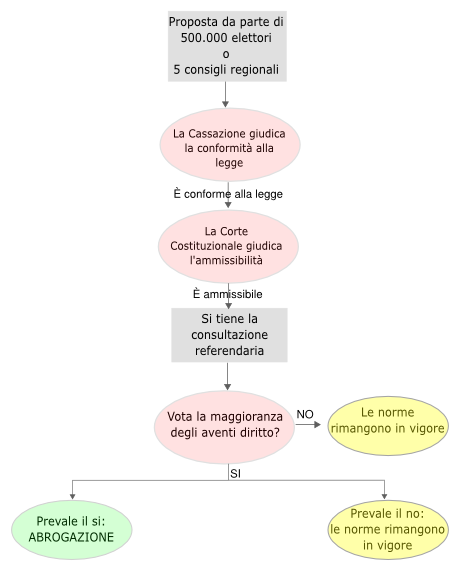
Schema riassuntivo del referendum abrogativo secondo l'ordinamento italiano

Il testo costituzionale prevede tre tipi di referendum: abrogativo, territoriale e costituzionale.
Il referendum è uno strumento di esercizio della sovranità popolare, sancita all'art. 1 della Costituzione della Repubblica Italiana. L'esito referendario, accertato con Decreto del Presidente della Repubblica, costituisce, secondo la dottrina prevalente, una fonte del diritto primaria che vincola i legislatori al rispetto della volontà del popolo, il quale può decidere sì o no su una sola questione.
Le richieste di referendum sono soggette a un duplice controllo, il primo, di tipo meramente tecnico, da parte dell'Ufficio centrale per il referendum, organo istituito dalla legge n. 352/1970. Al controllo svolto dall'Ufficio centrale fa quindi seguito il giudizio circa l'ammissibilità delle richieste, spettante alla Corte costituzionale così come disposto dalla legge cost. n. 1/1953, ruolo questo che va quindi ad aggiungersi a quelli già previsti dall'art. 134 cost.
La Costituzione italiana prevede numerosi tipi di referendum: quello abrogativo di leggi e atti aventi forza di legge (art. 75), quello sulle leggi costituzionali e di revisione costituzionale (art. 138), quello riguardante la fusione di regioni esistenti o la creazione di nuove regioni (art. 132, c. 1), quello riguardante il passaggio da una Regione a un'altra di Province o Comuni (art. 132, c.2). Inoltre prevede, all'art. 123 c. 1, che gli statuti regionali regolino l'esercizio del referendum su leggi e provvedimenti amministrativi della regione.
Nel 1989 una legge costituzionale ha consentito che, in occasione delle elezioni del Parlamento europeo, si votasse anche per un referendum consultivo sul rafforzamento politico delle istituzioni comunitarie. Altri referendum a livello comunale e provinciale sono poi previsti da fonti sub-costituzionali.
La ratifica di trattati internazionali e, in particolare, l'adesione a organizzazioni internazionali e sovranazionali sono compiti del Parlamento, non sottoponibili a consultazione referendaria. Secondo la giurisprudenza costituzionale italiana, il referendum abrogativo non è ammissibile in caso di norme collegate a impegni comunitari, come i regolamenti dell'Unione europea d'immediata attuazione o leggi italiane che recepiscono una direttiva.

### Nuova Zelanda
In Nuova Zelanda i referendum possono essere richiesti sia dal parlamento che dai cittadini. Nel primo caso, possono essere vincolanti o consultivi, ed hanno bisogno di una maggioranza del 75% dei deputati, mentre nel secondo caso sono solo consultivi e servono il 10% di firme dei cittadini.

### Svizzera
A livello federale il referendum è previsto dalla Costituzione del 1848, rivista poi interamente nel 1999. Il referendum è facoltativo per ogni progetto di legge o decreto adottato dall'Assemblea federale (parlamento); in tal caso, se vengono raccolte le firme di 50'000 cittadini, la questione è sottoposta a voto popolare. Il referendum è invece obbligatorio in caso di modifica costituzionale o di adesione a un organismo internazionale.
Mentre nel caso di referendum facoltativo è sufficiente la maggioranza del popolo (metà più uno dei votanti), per le modifiche costituzionali (referendum obbligatorio, senza raccolta delle firme) in Svizzera è richiesta una doppia maggioranza, la maggioranza di popolo e cantoni. Non è quindi sufficiente la maggioranza dei voti espressi, ma si valuta anche il risultato della votazione a livello cantonale; per l'accettazione del referendum è necessario che il referendum ottenga sia la metà più uno dei voti a livello federale, sia riscontro positivo di almeno 12 cantoni.
Dal 1891, inoltre, la Costituzione prevede, come strumento di democrazia diretta, il diritto di iniziativa popolare. Questo diritto permette di sottoporre a voto popolare una modifica della Costituzione, se almeno 100'000 cittadini la richiedono. Anche in questo caso è prevista la doppia maggioranza, di popolo e di cantoni.
In media ogni anno vengono sottoposti al popolo una decina di oggetti. Dal 1875 a oggi il popolo svizzero ha votato 537 volte, accettando 257 leggi e rifiutandone 280.
La democrazia semidiretta esiste anche all'interno di ogni cantone, con procedure simili ma con un diverso numero di firme necessarie. Alcuni cantoni e comuni prevedono un referendum obbligatorio per l'introduzione di spese non previste nel bilancio preventivo e superiori a un dato ammontare. In questo caso non è nemmeno necessaria la raccolta di firme. Nel canton Ginevra, per esempio, anche alcuni articoli del preventivo annuale sono soggetti a referendum facoltativo; a livello federale, invece, il preventivo non può essere modificato tramite referendum.

### San Marino
La norma giuridica che regola il Referendum a San Marino è la legge qualificata n.1 del 29 maggio 2013. "Del referendum e dell'iniziativa legislativa popolare". Il Referendum è previsto nella forma di abrogativo, propositivo o d'indirizzo e confermativo. Il Referendum abrogativo può abrogare in toto o in parte leggi, norme anche consuetudinarie, atti aventi forza di legge.
Il Referendum propositivo o d'indirizzo intende determinare principi e criteri per disciplinare con una nuova legge la materia oggetto di referendum. Il Referendum confermativo subordina al consenso popolare l'entrata in vigore di una legge. I Referendum possono essere proposti da almeno l'1,5% del corpo elettorale, da almeno cinque Giunte di Castello. Il referendum confermativo può essere anche di iniziativa consiliare e in tal caso deve essere previsto da un articolo della legge di cui si chiede conferma, approvato da almeno 31 consiglieri. Ogni proposta referendaria, ad eccezione di quelle confermative di iniziativa consiliare, è sottoposta al parere del Collegio garante della costituzionalità delle norme la cui legge istitutiva al Titolo IV art. 15 cita:
- 1. Le funzioni esercitate dal Collegio Giudicante sull'ammissibilità dei referendum, di cui alla Legge 28 novembre 1994 n.101, sono attribuite al Collegio Garante;
- 2. La Reggenza, ricevuta la comunicazione dell'avvenuto deposito di cui all'articolo 9 della Legge 28 novembre 1994 n.101, la trasmette al Collegio Garante. Il Presidente del Collegio, con apposito provvedimento, fissa, con preavviso di almeno 10 giorni, l'udienza che dovrà avere luogo nel termine di venti giorni dal deposito stesso. Si applicano, al procedimento di ammissibilità, le disposizioni della Legge 28 novembre 1994 n.101.

### Taiwan
I referendum in Taiwan, sia a livello nazionale che locale, sono disciplinati dal Referendum Act, approvato nel Dicembre 2003 e modificato a Dicembre 2017. Prevede che si possono richiedere referendum per proporre, modificare o abolire leggi, con un quorum del 25%.

### Unione europea
Nell'Unione europea non esiste l'istituto del referendum abrogativo né può chiedersi alla Corte di Giustizia la disapplicazione di una direttiva in uno Stato membro qualora essa confligga con la sua Costituzione, inoltre non è ammissibile il referendum per la proposta o abrogazione di una legge comunitaria.
Per leggi di rango costituzionale o la ratifica dei trattati, il diritto dell'Unione lascia agli Stati membri la scelta della via referendaria, per approvazione e/o abrogazione. I singoli stati europei dell'Unione in gran parte hanno propri sistemi referendari, molto diversi tra di loro.